# Serge Assier
Pour les articles homonymes, voir Assier.
Serge Assier est un photographe professionnel né le 1er juillet 1946 à Cavaillon (Vaucluse).

## Biographie
Berger à quatorze ans, Serge Assier, après avoir effectué plusieurs métiers, devient reporter photographe à 28 ans pour l'agence Gamma et pour les journaux Le Provençal et VSD. Il travaille sur les faits divers, l'urgence et les thèmes sociaux. Il couvre également le Festival de Cannes.

## Collections, expositions
- Serge Assier, Rencontres d'Arles, 1984
- Six histoires de René Char illustrées par Serge Assie, Rencontres de la photographie, Arles, 1985
- Correspondances: 65 portraits d'écrivains, 1979 - 2016, textes de Serge Assier, Laurence Kucera, Alain Paire. Écrivains: F.Arrabal, J.C Anthony, A Beydoun, J. Blaine, A. Bombard, Y. Bonnefoy, J.F Bory, D. Boulanger, M. Butor, F. Cavanna, L. Cennamo, R .Char, E. Charles-Roux, Yourcenar, J.P Clébert, P. Combescot, P. Constant, B. Cyrulnik, R. Deforges, G. Doran, M. Duras, T. Fabre, E. Fottorino, C. Fuentes et S. Lemus, R. Frison-Roche, J. Garcin. G. Grass, B. Groult, I. Habache, M. Halter, A. Hodgkinson, M. Högstrôm, R. Ivsic, P. Jaccottet et sa femme, T .Ben Jelloun, R. Juarroz. J. Kéhayan, V. Khoury-Ghata, J. Lacouture, B. Lamarche-Vadel, A. Le Brun, B.H. Lévy, J.M. Magnan, A. Makïne, G. Garcia Marquez, M. Mauron, M. Migozzy, H. de Montalembert, F. Nourissier, M. Orcel, P. Rambaud, C. Rochefort, J. Roudaut, J. Roy, R.Sabatier, D. Sampiero, J. Semprun, P. Tafani, G. Tchesnovitskaya, M. Tournier, Ko Un, M. Vargas Llosa, P. Veyne, F. Wandelère, F. Weyergans, Arles, 2017.

Serge Assier, R.é.t.r.o.s.p.e.c.t.i.v.e, La Ciotat, expositions à la chapelle des Pénitents bleus, à la médiathèque Simone-Veil et au cinéma Éden-théâtre, 6 avril-2 juin 2019

## Publications
- 2010 : Porto, fenêtre des Sud sur l’Atlantique. 54 Arrabalesques manuscrits de Fernando Arrabal, préface de Tereza Siza, en portugais et français, 54 quatrains manuscrits de Michel Butor et postface de Jean Kéhayan (2010). 54 photographies.
- 2009 : Instants de Chine. 54 Arrabalesques manuscrits de Fernando Arrabal, préface de Madame Zhu Jing, 54 quatrains manuscrits de Michel Butor et postface de Jean Kéhayan (2009). 54 photographies. Traductions des textes en anglais et chinois.
- 2008 :Berlin à visage humain. 54 Arrabalesques manuscrits de Fernando Arrabal, préface de Renato Cristin, postface de Jean Kéhayan et 54 quatrains manuscrits de Michel Butor (2008). 54 photographies. Traductions des textes en allemand.
- 2007 : René Char / Serge Assier. Travaux Communs – Écritures / Photographies 1982 / 1988. Textes manuscrits originaux de René Char, rencontre Jean Andreu, dialogues Fernando Arrabal, préface de Michel Butor, postface de Jean Roudaut, poèmes et photographies de Serge Assier, aquarelles de Robert Mus (2007). 180 Photographies.
- 2004 : Cronaca di Roma. Dialogues de Fernando Arrabal, préface de Bruna Donatelli, postface de Jean Roudaut et 49 quatrains manuscrits originaux de Michel Butor (2004). 49 photographies.
- 2004 : Cannes, 20 ans de Festival. Dialogues de Fernando Arrabal et postface de Jean-Charles Tacchella. Textes manuscrits originaux de Michel Butor (2004). 54 photographies.
- 2002 : L’Ararat pour mémoire. Préface et 21 quatrains manuscrits de Serge Assier. Photographies de Jean Kéhayan (2002). 21 photographies.
- 2002 : Les Coulisses de Venise. Dialogues de Fernando Arrabal et postface de Jean Kéhayan. 56 quatrains manuscrits originaux de Michel Butor (2002). 56 photographies.
- 2000 : Good Mistral. Préfaces d’Edmonde Charles-Roux et Jean Roudaut. 44 quatrains manuscrits originaux de Michel Butor (2000). 44 photographies en relief ou images stéréoscopiques.
- 1999 : Avec vue sur l’Olympe. Préfaces de Georges Fréris et Jean Roudaut. 44 quatrains manuscrits originaux de Michel Butor (1999). 44 photographies.
- 1999 : La Tunisie, pays en cages. Textes de Jean Kéhayan (1999). 27 photographies.
- 1996 : Théâtre de la vie, vingt ans de photojournalisme. Préface d’Ivan Levaï. Textes manuscrits de Fernando Arrabal, Yves Bonnefoy, Michel Butor, René Char, Robert Doisneau, Jacques-Henri Lartigue, Andreï Makine, Edmonde Charles-Roux et André Villers (1996). 69 photographies.
- 1994 : À l’ombre d’elles. Poèmes photographiques où le rêve devient réalité. Neuf poèmes manuscrits originaux de l’écrivain poète Michel Butor. Préface de Jean Andreu, universitaire et critique d’art à l’université de Toulouse-Le Mirail (1994). 101 photographies.
- 1992 : L'Estaque, un quartier de Marseille. Cinquante-quatre quatrains manuscrits originaux de Michel Butor. Préface de Robert Pujade, philosophe et universitaire, critique d’art et sémiologue de l’image à l’université de Provence, à Aix-en-Provence et professeur à l’École nationale supérieure de la photographie à Arles (1992). 54 photographies.
- 1992 : La Corse buissonnière. Préface d’Edmonde Charles-Roux, texte de Jean-René Laplayne, directeur de la rédaction du journal La Corse, avec des légendes de Marie-Christine Bretzner (1992). 53 photographies.
- 1989 : Chants de Lorraine, un regard émouvant sur cette région de l’Est de la France. Préface de Louis Mesplé, journaliste et critique d’art photographique. Textes de Bruno Brel et Marie-Christine Bretzner (1989). 53 photographies.
- 1987 : 3 140 m2 sur le Vieux-Port, un travail photographique sur le Vieux-Port de Marseille, préface de Philippe Larue (1987). 57 photographies.
- 1985 : Huit sollicitations et un chant, poèmes photographiques sur des textes de René Char (1985). 101 photographies.